# 광주대성초등학교
광주대성초등학교는 대한민국 광주광역시 남구 서동에 있는 공립 초등학교이다.

## 학교 연혁
- 1938.05.13 광주서정공립심상소학교 개교(설립인가 4월 28일)
- 1941.04.01 광주서정공립국민학교로 교명 개칭
- 1946.04.01 광주대성공립국민학교로 개칭
- 1950.04.01 광주대성국민학교로 교명 개칭
- 1964.11.30 백운분교장 설립
- 1969.02.28 월산국민학교 분리
- 1996.03.01 광주대성초등학교로 교명 개칭
- 2013.11.15 제30대 이서인 교장 취임
- 2014.02.19 제71회 졸업(총 39,138명)
- 2016.09.01 제31대 한현숙 교장 취임

## 참고 자료
- 광주대성초등학교 - 한국교육학술정보원 학교알리미